# بیتنی کرنر (کالیفرنیا)
بیتنی کُرنِر (به انگلیسی: Bitney Corner, California) یک منطقه ثبت‌نشده در شهرستان نوادا، ایالت کالیفرنیا است و در ارتفاع ۷۱۸ متری سطح دریا قرار دارد. این منطقه در ۴ کیلومتری شمال غرب گرس ولی قرار دارد.